# Saotis nigriscuta
Saotis nigriscuta är en stekelart som först beskrevs av Thomson 1888.  Saotis nigriscuta ingår i släktet Saotis och familjen brokparasitsteklar. Arten är reproducerande i Sverige. Inga underarter finns listade i Catalogue of Life.